# Эйраты
«Эйраты» или «Хейраты» (азерб. Heyratı, Һејраты) — один из ритмических азербайджанских мугамов. Поётся в тональности «до раст» отдела «Махур-хинди». Музыкальный размер — 4/4. Носит жизненный, героический характер. После каждой вокальной части исполняется близкое к введению инструментальное исполнение.
Мугам использован в опере Узеира Гаджибекова «Лейли и Меджнун». Начало мугама бралось за основу сигнальных вызовов Азербайджанского радио.